# جوني هيريرا
جوني كريستيان هيريرا مونيوز (بالإسبانية: Johnny Cristián Herrera Muñoz)‏ (ولد في 9 مايو 1981 في أنخول) لاعب كرة قدم دولي تشيلي يلعب حاليا لصالح نادي يونيفرسيداد تشيلي في مركز حارس المرمى منذ 2011.

## روابط خارجية
- جوني هيريرا على موقع الاتحاد الدولي (مؤرشف)  (الإنجليزية)
- جوني هيريرا على موقع قاعدة بيانات كرة القدم.إي يو (الإنجليزية)
- جوني هيريرا على موقع ناشيونال فوتبول تيمز (الإنجليزية)
- جوني هيريرا على موقع Soccerway.com (الإنجليزية)
- جوني هيريرا على موقع عالم كرة القدم.نت (الإنجليزية)
- جوني هيريرا على موقع أوليمبيديا (الإنجليزية)
- جوني هيريرا على موقع AS.com (الإسبانية)